# Mihail Lăcătușu
Mihail Lăcătușu, romunski general, * 1893, † 1959.